# Вашано (Терни)
Вашано је насеље у Италији у округу Терни, региону Умбрија.
Према процени из 2011. у насељу је живело 32 становника. Насеље се налази на надморској висини од 437 м.